# Carl Braun (koszykarz)
Carl August Braun (ur. 25 września 1927 w Nowym Jorku, zm. 10 lutego 2010 w Stuart) – amerykański koszykarz, obrońca, mistrz NBA, uczestnik spotkań gwiazd, zaliczany do składów najlepszych zawodników NBA, późniejszy trener.
Po opuszczeniu college'u dostał się do NBA, która funkcjonowała jeszcze wtedy pod nazwą BAA (Basketball Association of America). Został zawodnikiem zespołu New York Knicks.
W 1950 roku został powołany do odbycia służby wojskowej. W związku z tym zmuszony był opuścić dwa sezony. Do ligi powrócił przed rozpoczęciem rozgrywek 1952/53. W ich trakcie został powołany po raz pierwszy w karierze do udziału w meczu gwiazd NBA, wspólnie z kolegą z drużyny Harrym Gallatinem. Do NBA All-Star Game powoływano go jeszcze przez cztery kolejne sezonu z rzędu, przy czym z powodu kontuzji był zmuszony opuścić występ w 1956 roku. Wraz z Knicks dotarł do finałów ligi w 1953 roku. Niestety zespół z Nowego Jorku uległ w nich już po raz drugi z rzędu Minneapolis Lakers, tym razem stosunkiem 1-4.
W swoim najbardziej udanym pod względem statystycznym sezonie 1957/58 notował średnio 16,5 punktu, 5,5 asysty oraz 4,6 zbiórki.
W latach 1959–1961 występował jako tzw. grający trener zespołu New York Knicks. Karierę zakończył rok później, zdobywając mistrzostwo NBA, w barwach Boston Celtics.

## Osiągnięcia

### BAA/NBA
Drużynowe
- Mistrz NBA (1962)[1]
- Wicemistrz NBA (1953)[1]

Indywidualne
- Wybrany do:
  - udziału w meczu gwiazd NBA (1953–1957)[2]. Z powodu kontuzji nie wystąpił w 1956 roku[8].
  - II składu BAA/NBA (1948, 1954)[3]
  - Galerii Sław Koszykówki im. Jamesa Naismitha (2019)[9]
- Uczestnik meczu gwiazd Legend NBA (1964)[10]